# گشو (راهب)
گشّو (به ژاپنی: 月照 げっしょう)؛ یک سانگها در دوره باکوماتسو از طرفداران نهضت سوننو جوئی (حرمت گذاری به امپراتور، بیرون راندن خارجیان) اهل ژاپن بود. وی از دوستان سایگو تاکاموری و مسئله جانشینی شوگون از طرفداران جناح هیتوتسوباشی بود. در سال ۱۸۵۸ در پی مرگ ارباب ساتسوما، شیمازو ناری‌آکیرا و شروع تصفیه آنسی و دستگیری مخالفان شوگون سالاری به همراه تاکاموری به قلمروی ساتسوما رفت ولی سران ساتسوما که از غضب شوگون سالاری به علت پناه دادن به وی در هراس بودند دستور اخراج وی را از قلمرو دادند. وی به همراه با سایگو تاکاموری دست به جونشی (خودکشی پس از مرگ ارباب) در دریا زدند. تاکاموری نجات پیدا کرد اما وی غرق شد.